# Al-Kibar-Reaktor

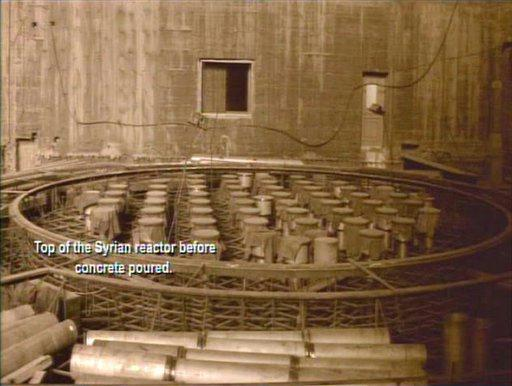
Reaktorabdeckung

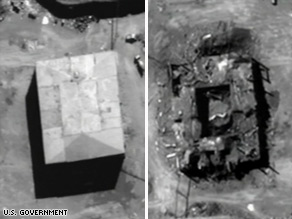
Außenansicht der Anlage vor und nach dem Luftangriff

Als al-Kibar-Reaktor wird eine ehemalige Anlage in Syrien bezeichnet, die einen im Bau befindlichen Kernreaktor umfasste. Die Anlage befand sich etwa 11 Kilometer nördlich der Kleinstadt at-Tibnī am linken Ufer des Euphrat, etwa drei Kilometer von der römisch-byzantinischen Stadtruine Halabiya entfernt. Auf derselben Flussseite südlich liegt die Ruine der Festung Zalabiya.
Der Reaktor war wahrscheinlich baugleich mit dem Reaktor der Kerntechnischen Anlage Nyŏngbyŏn in Nordkorea. Die Anlage in Syrien wurde am 6. September 2007 kurz nach Mitternacht bei einem israelischen Luftangriff (Operation Orchard) zerstört. Die Reste der Anlage wurden bald darauf eingeebnet, wie Satellitenbilder zeigen.
Im April 2008 legte die damalige US-Regierung (Regierung George W. Bush) der Öffentlichkeit Fotos und Videos als Beweise vor. Dana Perino, die Sprecherin des Weißen Hauses, teilte mit, dass man davon überzeugt sei, dass Nordkorea geheime Nuklearaktivitäten in Syrien unterstützt habe. Ziel sei die Erzeugung von Plutonium gewesen. Der damalige syrische Botschafter in den USA Imad Moustapha dementierte daraufhin eine Kooperation mit Nordkorea auf syrischem Boden.
Die IAEO legte im Februar 2009 einen Bericht vor: Die bei einem Inspektionsbesuch vom 23. Juni 2008 mitgenommenen Bodenproben enthielten Spuren von Uran, das „mit hoher Wahrscheinlichkeit“ nicht von israelischen Raketen – so die syrische Behauptung – stamme.